# 戰龍無畏
《戰龍無畏》（英語：His Majesty's Dragon，在英國發行時所用的書名為），美國小說家娜奧米·諾維克創作的一部虛構小說。

## 故事大綱
在十九世紀初的英法戰爭中，從空中襲擊英國的戰士們不是開飛機......而是乘在一隻隻巨大戰龍的背上！
皇家海軍信賴號俘虜了一艘法國巡防艦，得到船上珍貴的貨物—一顆即將孵化的龍蛋！勞倫斯船長的海軍生涯因此畫上了句點，並領他走入深不可測的未來......

## 主要人物

### 人類
勞倫斯
本作的主角，英國人，原為海軍，在被他所俘虜的法國船上發現龍蛋，意外地馴服了破殼而出的龍，因而轉投空軍。

### 龍
無畏
隊長勞倫斯，品種天龍，雄性，攻擊能力為『神風』，中文名字叫「龍天祥」。曾因為勞倫斯的身分，而更換隊長，最後失敗讓勞倫斯繼續與無畏搭擋。原為中國欲送給拿破崙的天龍(勞倫斯和艾德華爵士等人原以為是帝王龍)，因為運送時遭遇意外，因而沒有送到法國，被勞倫斯從俘虜的船上找到並馴服，擁有極高的智能，會說五種語言(到第三集為止：英文、法文、中文、土耳其語、龍語)。
瞬翼(小翼)
隊長詹姆士，品種灰翼龍，雄性，負責郵務。
豐悅
隊長波特蘭，品種皇銅龍，雌性。
迅捷
隊長書中未提，品種黃色收割者，雄性。是無畏等人/龍的長官。
輕柔
隊長蘭金，品種溫徹斯特龍，雄性。
巨無霸
隊長柏克力，品種皇銅龍，雄性。
百合
隊長哈克特，品種長翼龍，雌性，攻擊能力為吐酸液。為領隊龍(後面升為旗龍)。

## 其他
已由《魔戒》導演彼得·傑克森簽下電影版權，但最後因爲沒有開過拍而回到作者處。

## 外部連結
- 英文版官方網站 （页面存档备份，存于）